# Menesztratosz (író)
Menesztratosz (Kr. e. 3. század) görög író.

## Élete
A Szuda-lexikon[forrás?] egyetlen, a földművelésről írott munkáját említi.